# الخان (مسلسل)
الخان مسلسل درامي سوري من نوع الاجتماعي للمخرج محمد معروف بدأ عرضه على قناة قناة سورية دراما في تاريخ 1 رمضان سنة 1437هـ الموافق 6 يونيو سنة 2016م واستمر عرضه حتى تاريخ 30 رمضان سنة 1437هـ الموافق 5 يوليو سنة 2016م ويتألف المسلسل من 30 حلقة 

## قصة مسلسل
تدور القصة الرئيسية للعمل حول ] رجل خرج لخدمة لتأدية خدمة العلم الأجبارية خلال العهد العثماني في البلقان، وتنتشر الشائعات انه قتل اثناء الحرب، وعند عودته يفاجئ بزواج الفتاة من شخص آخر، رغم أنه كتب كتابه عليها قبل سفره، ولكنه يكتشف أن هذا حدث بسبب مكيدة مدبرة، هذا إلى جانب قصص منفصلة أخرى تتعلق بزوار الخان. وفي حلقات متصلة تدور قصة تجمع الأبطال الرئيسيين وهم المختار ورئيس المخفر وصاحب الحمّام وزوجاتهم وأبنائهم، إضافة إلى حكايا متنوعة ضمن الحلقات، حيث تشهد كل حلقة قصة جديدة تختلف تبعاً لضيوف الخان وطبيعة شخصياتهم وظروفهم. يختلف مسلسل الخان عن أعمال البيئة الشامية إذ يتميز بوجود العنصر الرئيسي لمكان الأحداث وهو الخان وليس الحارة في محاولة لتقديم نوع جديد للبيئة الشامية. يشارك في هذا المسلسل عدت نجوم دراما السورية يشاركون في صفة ضيوف حلقات ].

## بطولة
- فايز قزق > أبو راشد
- جمال العلي > أبو ادهم
- أمانه والي > ام كارم
- محمد خير الجراح > اليوزباشي بولاند
- تولاي هارون > ام ادهم
- علي كريم > أبو كرم
- يحيى بيازي > راشد
- فاتح سلمان > أدهم
- فهد السكري > أبو فوزي
- لينا كرم > ام راشد
- الليث المفتي > صبحي
- علا باشا > سعاد